# جون مورين سكوت (سياسي)
جون مورين سكوت (بالإنجليزية: John Morin Scott)‏ هو محامي وسياسي أمريكي، ولد في 25 أكتوبر 1789 في نيويورك في الولايات المتحدة، وتوفي في 3 أبريل 1858 في فيلادلفيا في الولايات المتحدة.